# Egzekucje pierścienia warszawskiego

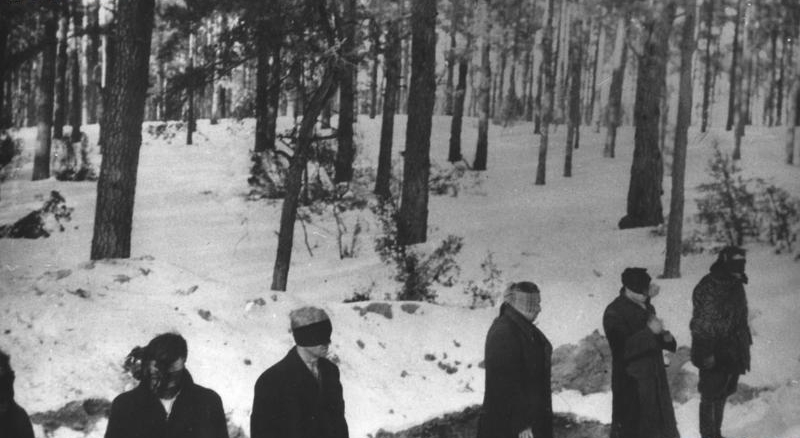
Egzekucja w Palmirach

Egzekucje pierścienia warszawskiego – masowe egzekucje obywateli polskich narodowości polskiej i żydowskiej dokonywane przez okupantów niemieckich w Warszawie i miejscowościach podwarszawskich.
Między październikiem 1939 a lipcem 1944 funkcjonariusze SS i policji niemieckiej przeprowadzili w obrębie „pierścienia warszawskiego” blisko 250 egzekucji, w których każdorazowo rozstrzeliwano od kilkunastu do kilkuset osób. Większość zamordowanych stanowili więźniowie Pawiaka oraz pozostałych warszawskich więzień i aresztów. Łączna liczba ofiar „egzekucji pierścienia warszawskiego” szacowana jest na około 32 tys.

## Etymologia nazwy
Termin „egzekucje pierścienia warszawskiego” został po raz pierwszy zastosowany przez Okręgową Komisję Badania Zbrodni Niemieckich na oznaczenie masowych egzekucji dokonywanych przez Niemców w Warszawie i miejscowościach podwarszawskich. Określenie to sparafrazował następnie Władysław Bartoszewski, używając terminu „warszawski pierścień śmierci”.
Granice pierścienia wyznaczały:
- Bukowiec[a] na północy;
- Palmiry na północnym zachodzie;
- Wólka Węglowa, wydmy Łuże i Laski na zachodzie;
- Magdalenka i Stefanowo[b] na południowym zachodzie;
- Las Kabacki na południu;
- Wawer i Anin na wschodzie.

## Miejsca i etapy eksterminacji

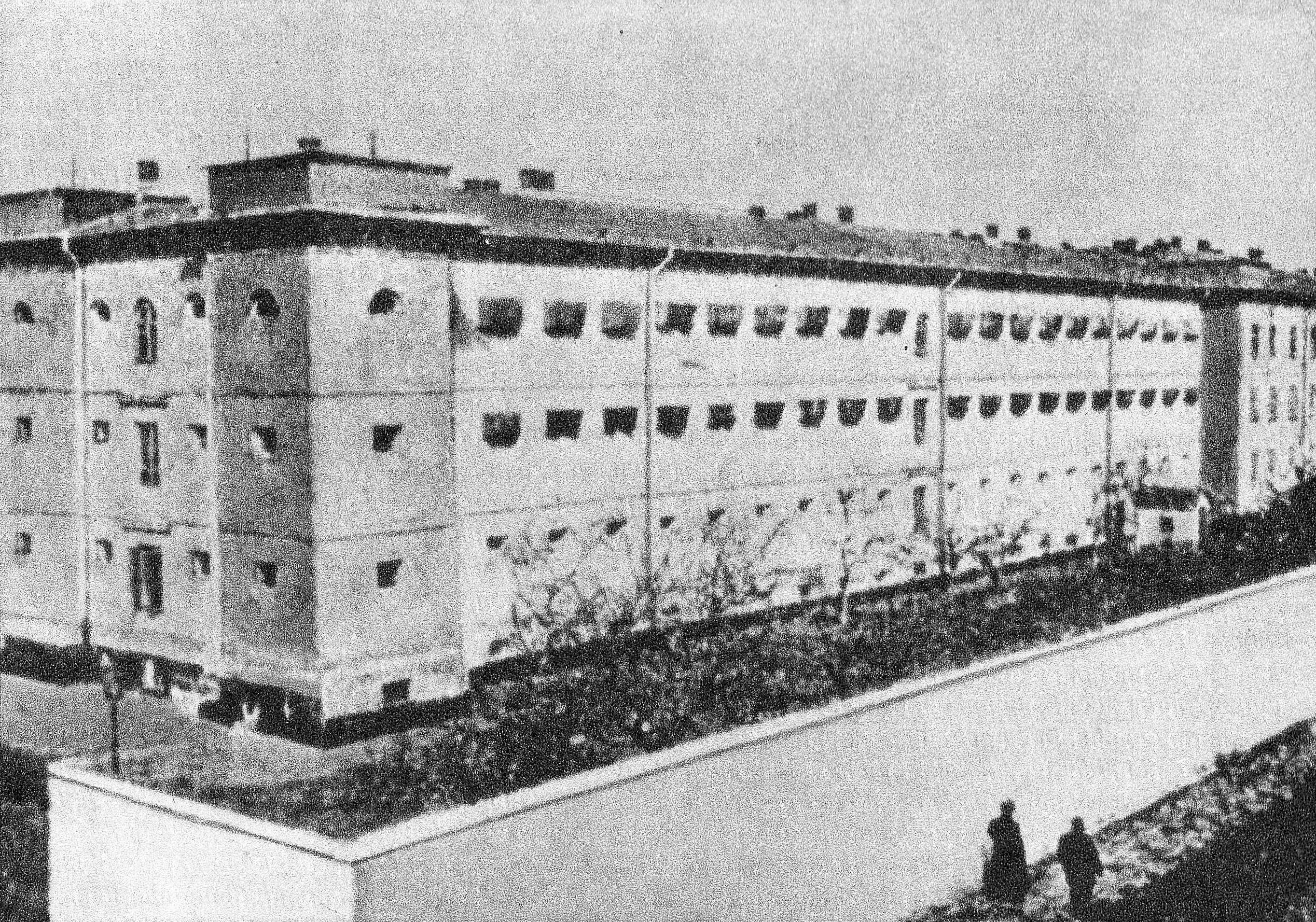
Pawiak. Zdjęcie przedwojenne

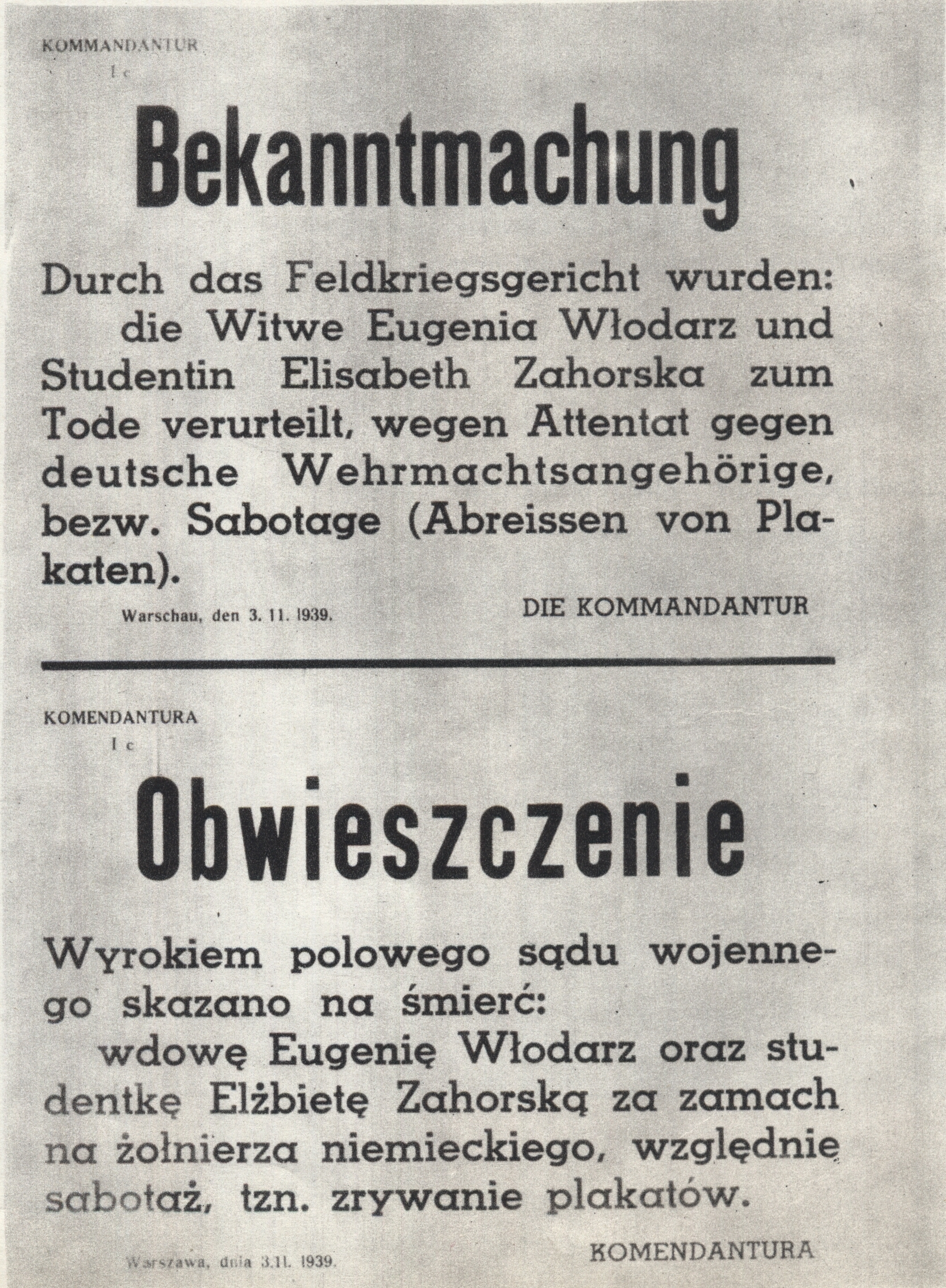
Obwieszczenie z 3 listopada 1939, informujące o skazaniu na śmierć dwóch polskich kobiet

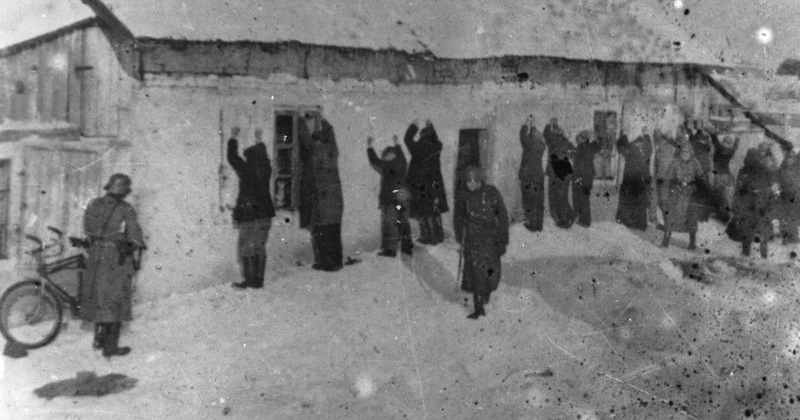
Zbrodnia w Wawrze. 27 grudnia 1939

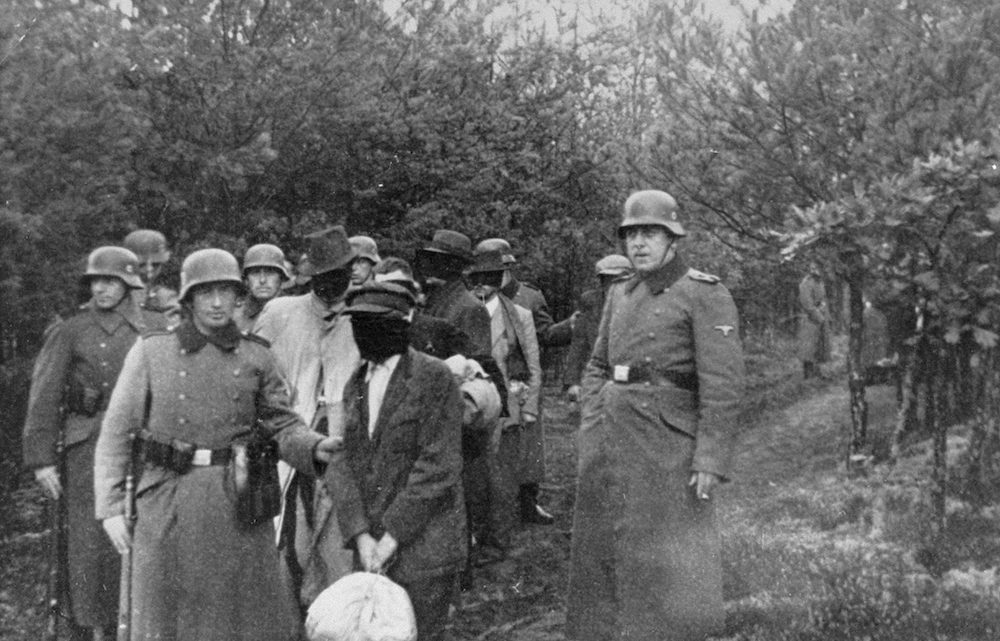
Palmiry. Więźniowie z zawiązanymi oczyma sfotografowani przed egzekucją

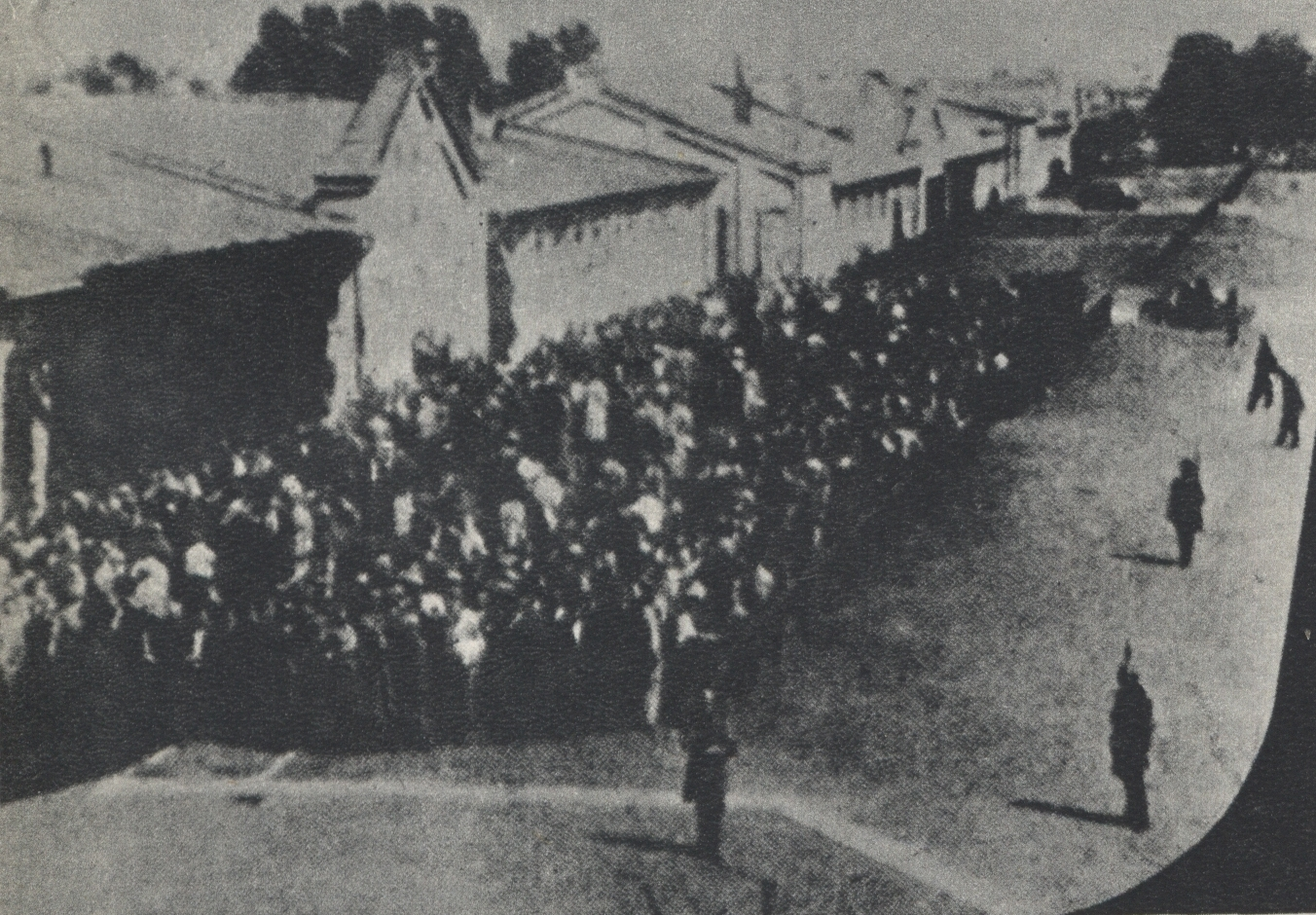
Ofiary tzw. łapanki sierpniowej z 1940 roku. Koszary SS przy ul. Podchorążych

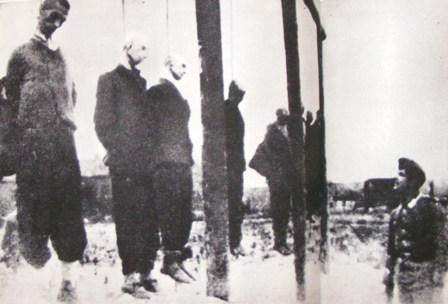
Więźniowie Pawiaka powieszeni na Pelcowiźnie

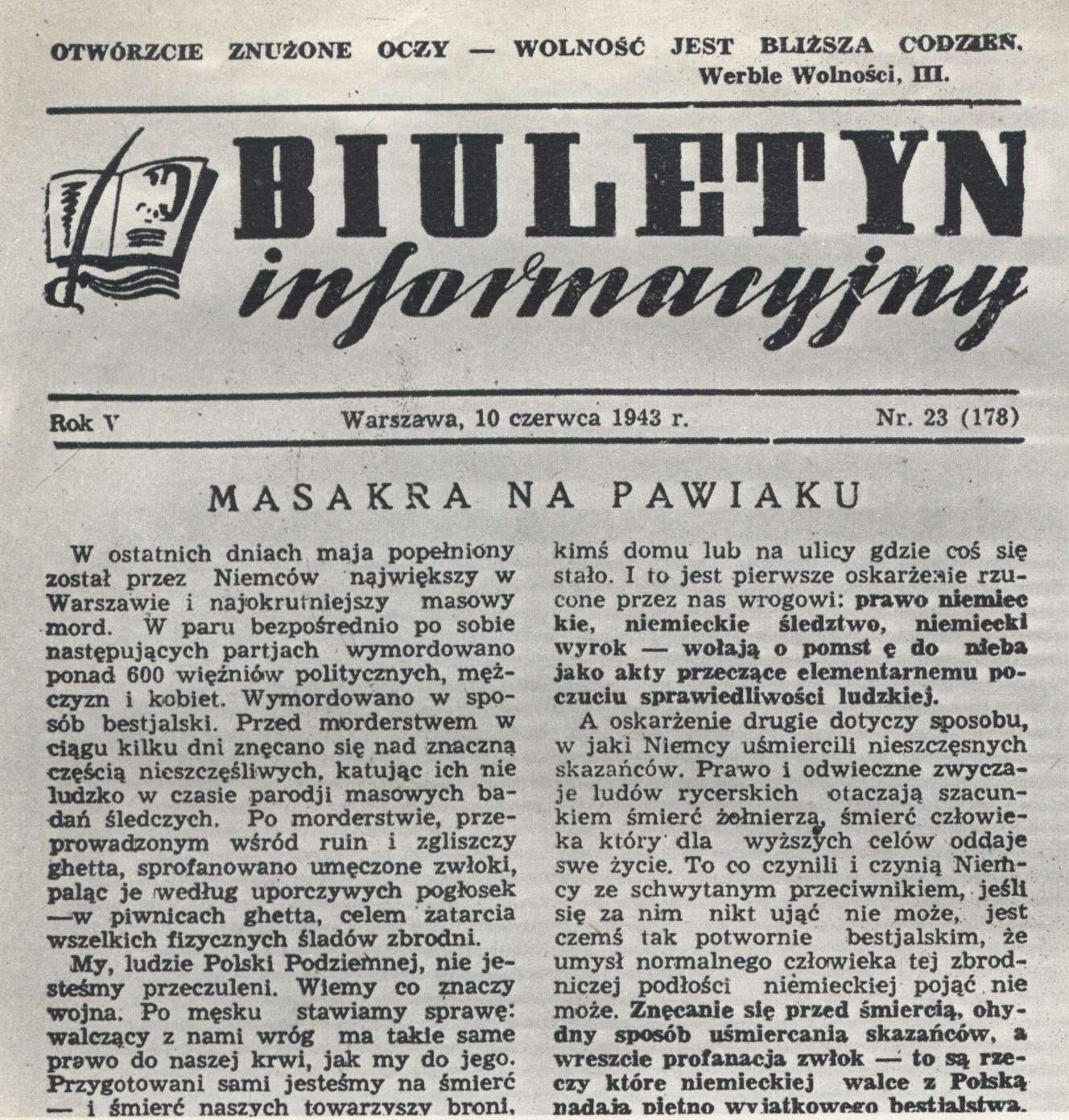
Artykuł w Biuletynie Informacyjnym z 10 czerwca 1943, informujący o kolejnej masakrze więźniów Pawiaka

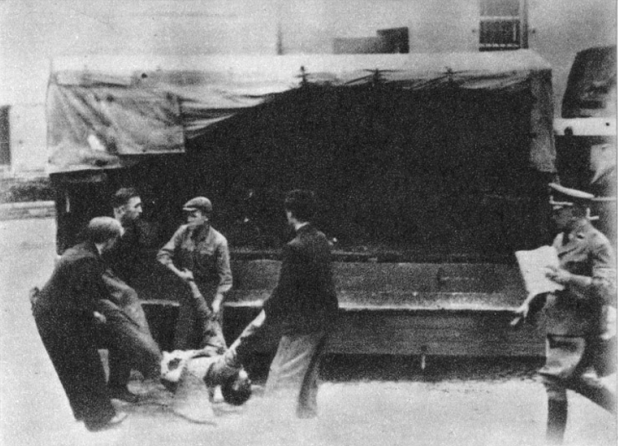
Uprzątanie ciał ofiar egzekucji ulicznej

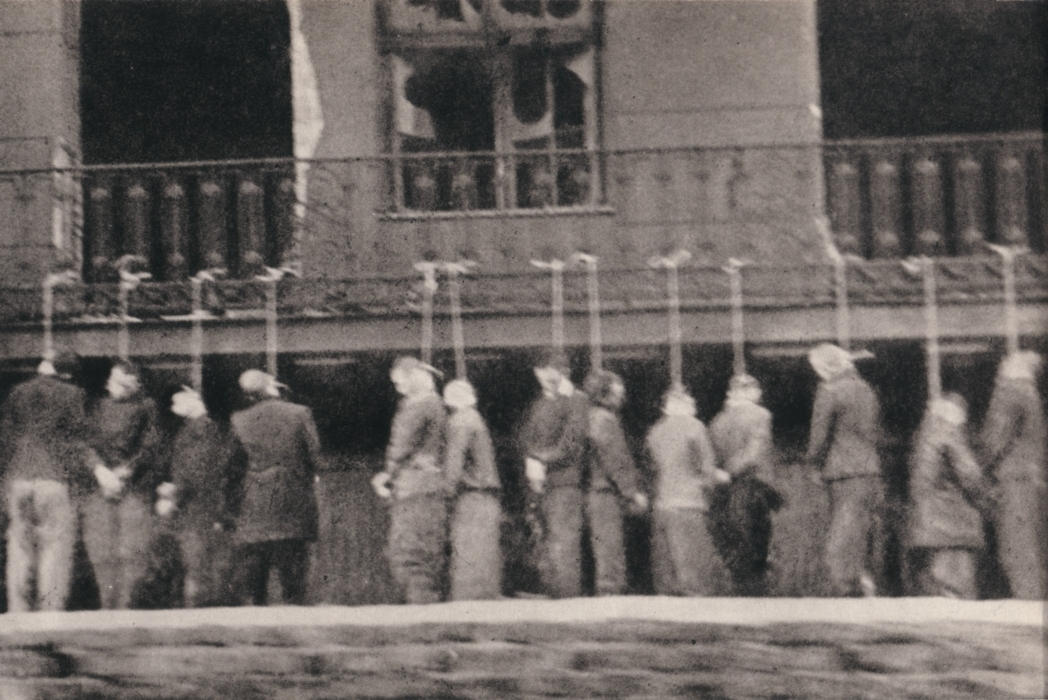
Więźniowie Pawiaka, powieszeni na ul. Leszno. 11 lutego 1944

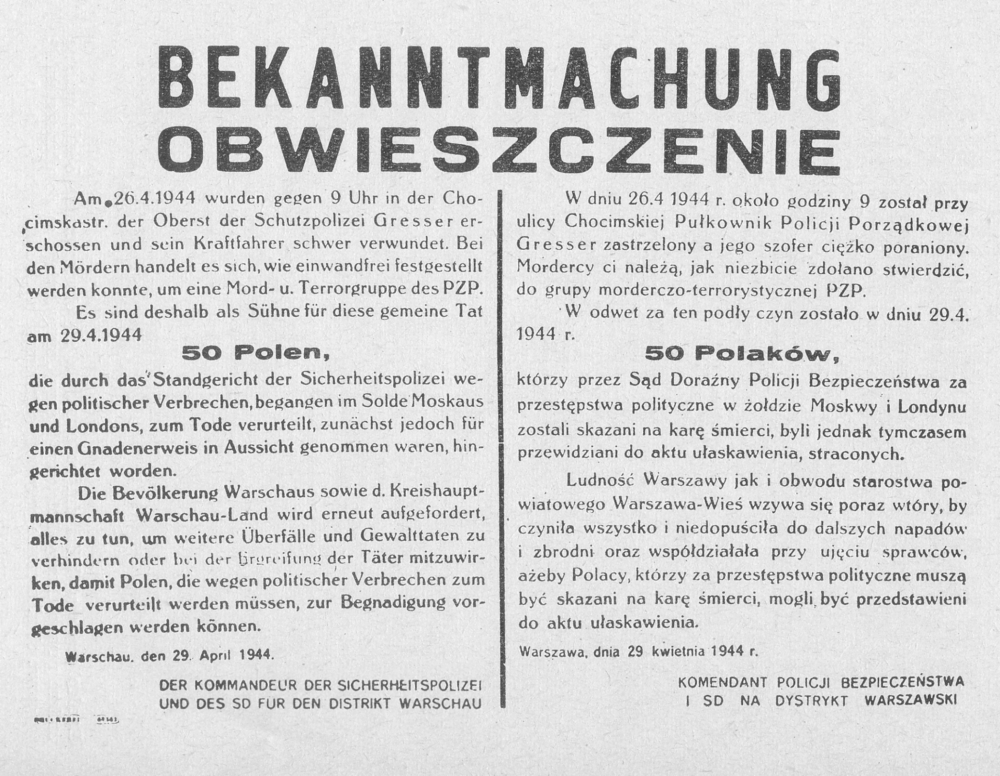
Obwieszczenie informujące o egzekucji 50 zakładników. 29 kwietnia 1944

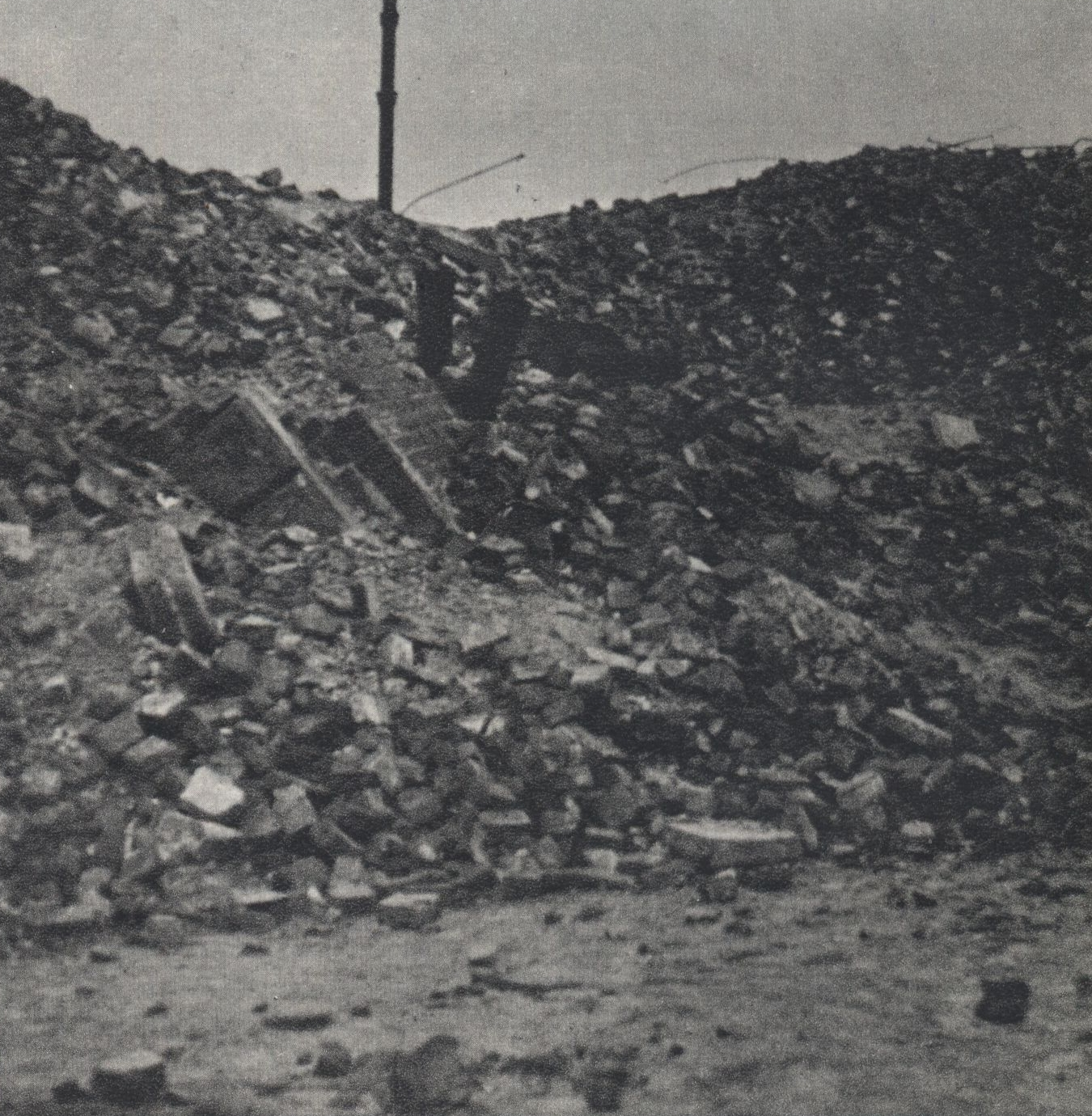
Ruiny domu przy ul. Dzielnej 27. W latach 1943–1944 zamordowano w tym miejscu tysiące więźniów Pawiaka

Warszawa była uznawana przez niemieckich okupantów za centrum polskiego oporu przeciw nazistowskiemu „nowemu porządkowi”. Mimo iż w Generalnym Gubernatorstwie dawną stolicę Polski zdegradowano do roli miasta prowincjonalnego, Warszawa pozostawała nadal centrum polskiego życia politycznego, intelektualnego i kulturalnego. Stanowiła także siedzibę władz Polskiego Państwa Podziemnego oraz miejsce funkcjonowania szczególnie silnych i dobrze zorganizowanych struktur ruchu oporu. Generalny gubernator Hans Frank zapisał w swoim dzienniku pod datą 14 grudnia 1943: „gdybyśmy nie mieli Warszawy w Generalnym Gubernatorstwie, to nie mielibyśmy 4/5 trudności, z którymi musimy walczyć. Warszawa jest i pozostanie ogniskiem zamętu, punktem, z którego rozprzestrzenia się niepokój w tym kraju”.
W efekcie już od pierwszych dni okupacji Niemcy stosowali brutalny terror wobec ludności stolicy, wymierzony w pierwszym rzędzie w przedstawicieli polskich elit politycznych i intelektualnych, społeczność żydowską oraz osoby w jakikolwiek sposób powiązane z ruchem oporu. Pod błahymi pretekstami nagminnie stosowano zasadę odpowiedzialności zbiorowej. W rezultacie warszawskie więzienia i areszty – Pawiak, areszt śledczy przy ul. Daniłowiczowskiej, więzienie mokotowskie oraz piwnice siedziby Sicherheitspolizei w Alei Szucha – rychło zapełniły się aresztowanymi. Codziennością stały się uliczne łapanki i deportacje do obozów koncentracyjnych (skąd wracali tylko nieliczni). Tysiące więźniów zamordowano także na miejscu. Opisując poszczególne etapy niemieckich działań eksterminacyjnych wobec ludności okupowanej Warszawy, Władysław Bartoszewski zaproponował następującą periodyzację:
Pierwsza faza obejmowała okres od października 1939 do końca kwietnia 1940. Charakterystyczne dla tego etapu okupacji były zakrojone na szeroką skalę akcje „prewencyjne”, wymierzone w pierwszym rzędzie w środowiska inteligenckie. Między innymi w dniu 8 października 1939 aresztowano 354 warszawskich księży katolickich i nauczycieli, gdyż władze okupacyjne uznały, że ze względu na postawę „pełną polskiego szowinizmu” stanowią oni dla Niemców „olbrzymie zagrożenie”. Na terenie Warszawy masowe i potajemne egzekucje przeprowadzano przede wszystkim na tyłach gmachu Sejmu RP (w tzw. ogrodach sejmowych). Między październikiem 1939, a kwietniem 1940 funkcjonariusze SS i policji niemieckiej zamordowali tam co najmniej kilkaset osób. Począwszy od grudnia 1939 więźniowie polityczni z Warszawy byli natomiast rozstrzeliwani w okolicach wsi Palmiry na obrzeżach Puszczy Kampinoskiej. Zimą przełomu 1939/1940 miały także miejsce potajemne egzekucje na terenie Lasu Kabackiego oraz w rejonie tzw. Szwedzkich Gór na Bemowie. Ponadto celem zastraszenia polskiego społeczeństwa Niemcy dokonali kilku odwetowych egzekucji o charakterze jawnym, których ofiarami padły osoby aresztowane pod zarzutem sabotażu (polegającego np. na zdzieraniu niemieckich plakatów propagandowych), napaści na Niemców, ukrywania broni, niestosowania się do zarządzeń okupacyjnych itp. Tego typu zbrodnie miały miejsce m.in. w lesie pod Zielonką (11 listopada 1939) oraz na Żeraniu (22 listopada 1939). Największym echem odbiła się jednak masowa egzekucja w Wawrze, gdzie 27 grudnia 1939 niemieccy policjanci rozstrzelali 107 Polaków i Żydów.
Faza druga trwała mniej więcej od maja do września 1940. W owym czasie na terenie całego Generalnego Gubernatorstwa władze okupacyjne przeprowadziły tzw. Akcję AB (Ausserordentliche Befriedungsaktion – Nadzwyczajna Akcja Pacyfikacyjna), której celem była eksterminacja „polskiej warstwy przywódczej” i likwidacja rozwijającego się ruchu oporu. W Warszawie miały wówczas miejsce masowe aresztowania, uliczne łapanki oraz liczne egzekucje, które dotknęły przede wszystkim środowiska inteligenckie. Głównym miejscem kaźni stała się „polana śmierci” w Palmirach. Między innymi w dniach 21–22 czerwca 1940 trzema transportami wywieziono tam na śmierć 358 więźniów Pawiaka. Zginęło wówczas wielu przedwojennych polityków i urzędników (m.in. Maciej Rataj, Mieczysław Niedziałkowski, Jan Pohoski, Halina Jaroszewiczowa), przedsiębiorców (m.in. Henryk Brun), prawników (m.in. adwokaci: Władysław Dziewałtowski-Gintowt i Tadeusz Fabiani), wojskowych, intelektualistów i artystów (m.in. Jan i Alicja Bełcikowscy, Jadwiga Fuks, Stanisław Beer) oraz sportowców (m.in. Janusz Kusociński, Tomasz Stankiewicz i Feliks Żuber).
Faza trzecia trwała mniej więcej od września 1940 do września 1942. W porównaniu z poprzednimi miesiącami liczba egzekucji wyraźnie wówczas spadła. W tym okresie miały natomiast miejsce liczne transporty z Pawiaka i innych warszawskich więzień do obozów koncentracyjnych. Nie oznacza to jednak, że Niemcy całkowicie zrezygnowali z bezpośredniej likwidacji polskich więźniów politycznych. Do lipca 1941 kontynuowana była akcja eksterminacyjna w Palmirach. Gdy dokonywane tam zbrodnie przestały stanowić jakąkolwiek tajemnicę dla polskiej ludności, Gestapo zaczęło poszukiwać nowych lokalizacji w podwarszawskich lasach, które mogłyby posłużyć jako miejsca tajnych egzekucji. Więźniów Pawiaka oraz pozostałych warszawskich więzień rozstrzeliwano odtąd w Lesie Sękocińskim k. Magdalenki (wielka egzekucja w maju 1942), Lesie Kabackim (kilka egzekucji w latach 1941–42), a także w okolicach Lasek na obrzeżach Kampinosu (1942). Na początku marca 1942 roku 100 polskich więźniów politycznych z Warszawy zostało rozstrzelanych w nieznanym miejscu, prawdopodobnie na terenie obozu pracy Treblinka I (jest to jedyna tak wielka egzekucja więźniów Pawiaka dokonana poza Warszawą, której miejsce oraz bezpośrednie okoliczności wciąż pozostają nieznane). W tym okresie miały również miejsce pierwsze – chwilowo niewielkie – egzekucje polskich więźniów politycznych na terenie getta warszawskiego.
Wiosną 1942 roku Niemcy zaostrzyli terror wobec ludności żydowskiej zgromadzonej w getcie warszawskim. W nocy z 17 na 18 kwietnia 1942 Gestapo wyprowadziło z mieszkań 52 Żydów, których następnie rozstrzelano na ulicach getta. W gronie ofiar znalazło się wielu działaczy społecznych i politycznych oraz członków ruchu oporu. Z kolei 3 czerwca lub 1–2 lipca 1942 Niemcy rozstrzelali w Babicach 110 więźniów Centralnego Aresztu Getta przy ul. Gęsiej („Gęsiówka”). Owe akty terroru poprzedziły wielką deportację warszawskich Żydów do obozu zagłady w Treblince (rozpoczętą 22 lipca 1942).
Faza czwarta przypadła na okres od jesieni 1942 do maja 1943. Nastąpiło wówczas wyraźne zaostrzenie niemieckich represji wobec ludności Warszawy (tzw. zima terroru). W październiku 1942 Niemcy rozpoczęli w mieście masowe aresztowania, których szczyt przypadł na połowę listopada. Zatrzymano wówczas wielu przedstawicieli polskiej inteligencji i tzw. „warstwy przywódczej”. Tym razem aresztowania objęły jednak także środowiska robotnicze (podejrzewane przez Niemców o sympatie prokomunistyczne) oraz wysiedleńców z ziem zachodnich. Począwszy od stycznia 1943 okupanci ponownie przystąpili do organizowania wielkich łapanek ulicznych. Kontynuowane były także masowe wywózki do obozów koncentracyjnych oraz potajemne egzekucje w podwarszawskich lasach. W tym okresie więźniów politycznych z Warszawy rozstrzeliwano na Wydmach Łuże (m.in. 15 października 1942), w Lesie Kabackim (kilka egzekucji w 1943 roku), w Lasach Chojnowskich k. Stefanowa (styczeń–luty 1943) oraz w okolicach Wólki Węglowej (maj 1943). Ponadto 16 października 1942 miała miejsce pierwsza publiczna egzekucja na terenie Warszawy. Tego dnia w pięciu miejscach na peryferiach miasta powieszono 50 więźniów Pawiaka.
Faza piąta trwała mniej więcej od maja do października 1943. Po brutalnym stłumieniu powstania w getcie warszawskim Niemcy postanowili wykorzystać ruiny dawnej „żydowskiej dzielnicy mieszkaniowej” jako miejsce eksterminacji polskich więźniów politycznych. Praktycznie ustały wówczas wywózki do obozów koncentracyjnych, znacząco zmniejszyła się również liczba egzekucji przeprowadzanych w podwarszawskich lasach. Więźniów Pawiaka – nierzadko po zaledwie kilku- lub kilkunastodniowym śledztwie – masowo rozstrzeliwano odtąd w ruinach getta warszawskiego (przede wszystkim przy ulicach Dzielnej, Nowolipki i Zamenhofa położonych blisko Pawiaka). Regularnie odbywały się tam również egzekucje Żydów schwytanych „po aryjskiej stronie”. W efekcie w ruinach getta niemal codziennie ginęło od kilku do kilkunastu osób, chociaż miały również miejsce przypadki, kiedy w pojedynczych egzekucjach mordowano tam dziesiątki, a nawet setki Polaków i Żydów. Między innymi 29 maja 1943 w ruinach getta dokonano wielkiej masakry więźniów Pawiaka, w trakcie której śmierć poniosło około 530 osób. Egzekucja odbiła się szerokim echem w okupowanej Warszawie – to właśnie wówczas na murach miasta masowo zaczęły się pojawiać napisy „Pawiak pomścimy”. Ponadto w drugiej połowie 1943 na terenie dawnego getta (rejon ul. Gęsiej) powstał niemiecki obóz koncentracyjny – tzw. Konzentrationslager Warschau – który funkcjonował do sierpnia 1944. Liczba ofiar obozu szacowana jest ok. 20 tys. osób – w tym około 10 tys. Polaków. Egzekucje polskich więźniów politycznych i zakładników nierzadko przeprowadzono na terenie obozu i z udziałem członków jego załogi, a obozowe krematorium wykorzystywano do palenia zwłok zamordowanych. Żydowskich więźniów KL Warschau zmuszano do pracy przy zacieraniu śladów zbrodni.
Faza szósta (od połowy października 1943 do połowy lutego 1944) to najkrwawszy okres w dziejach okupowanej Warszawy. Rządy w mieście sprawował wówczas SS-Brigadeführer Franz Kutschera, który zamierzał spacyfikować Warszawę za pomocą masowych egzekucji zakładników, dokonywanych w odwecie za każde antyniemieckie wystąpienie. O ile dotychczas niemieckie represje były zazwyczaj wymierzone w konkretne grupy społeczne lub osoby podejrzewane o współpracę z ruchem oporu, o tyle terror zaprowadzony przez Kutscherę był stosowany w zasadzie na ślepo. Obok więźniów Pawiaka masowo rozstrzeliwano zwykłych warszawiaków schwytanych podczas łapanek ulicznych. Ponadto egzekucji dokonywano nie tylko jak dotychczas w ruinach getta, lecz również w sposób jawny – na ulicach Warszawy. Celem wywarcia odpowiedniego efektu psychologicznego odczytywano później nazwiska ofiar przez megafony uliczne, dodając do tego zapowiedź rozstrzelania kolejnych zakładników (wymienianych imiennie) w przypadku, gdyby doszło w mieście do następnego antyniemieckiego zamachu. Po pewnym czasie ogłoszenia megafonowe zastąpiono wywieszanymi na murach obwieszczeniami (Bekanntmachung). W okresie czteromiesięcznych rządów Kutschery zamordowano w Warszawie około 5000 osób (270-300 ofiar tygodniowo). Niemcy przeprowadzili wówczas blisko 35 ulicznych egzekucji jednak o wiele większe rozmiary przybrała odbywająca się równolegle akcja potajemnej likwidacji zakładników w ruinach getta. Na jednego zakładnika rozstrzelanego w egzekucji ulicznej przypadało zwykle 3-4 więźniów zamordowanych na terenie dawnej „żydowskiej dzielnicy mieszkaniowej”.
Siódma i ostatnia faza terroru trwała od połowy lutego 1944 do momentu wybuchu powstania warszawskiego (1 sierpnia 1944). Wkrótce po zlikwidowaniu Kutschery przez żołnierzy Kedywu AK (1 lutego 1944) Niemcy zrezygnowali z przeprowadzania egzekucji na ulicach Warszawy. Zasadniczo zaprzestali także informowania o rozstrzelaniu zakładników za pośrednictwem ogłoszeń megafonowych i afiszy. Wyraźnie wyczuwalne było odtąd dążenie okupantów, aby nie stwarzać Polakom okazji do manifestacji uczuć patriotycznych. Nadal kontynuowana była jednak akcja eksterminacyjna w ruinach getta. Wiosną 1944 niemal codziennie rozstrzeliwano tam dziesiątki, a nawet setki więźniów politycznych, zakładników oraz Żydów schwytanych „po aryjskiej stronie”. Ponadto w związku ze zbliżaniem się frontu wschodniego rozpoczęły się „ewakuacyjne” transporty z Pawiaka i pozostałych więzień do niemieckich obozów koncentracyjnych.

## Ofiary

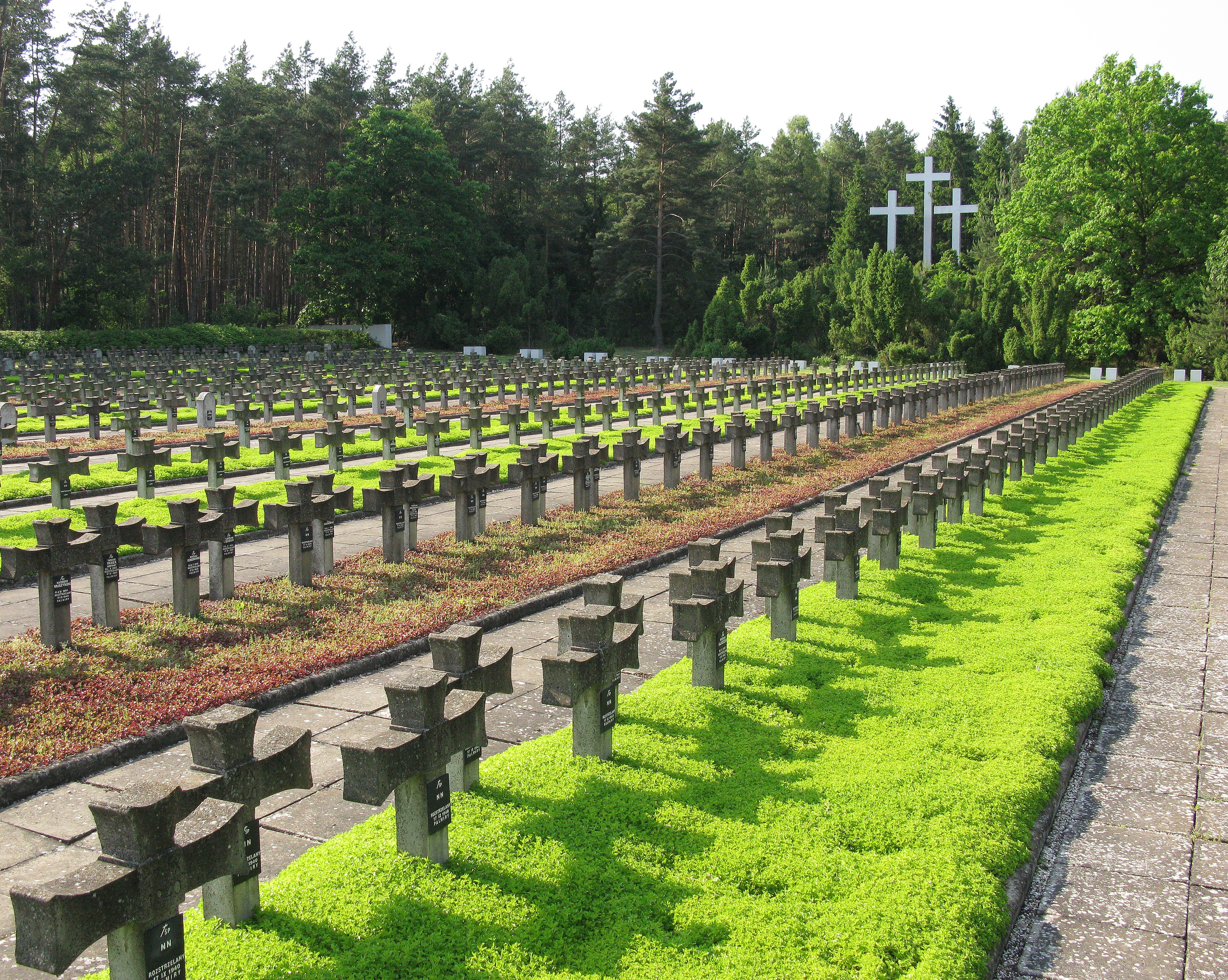
Cmentarz w Palmirach

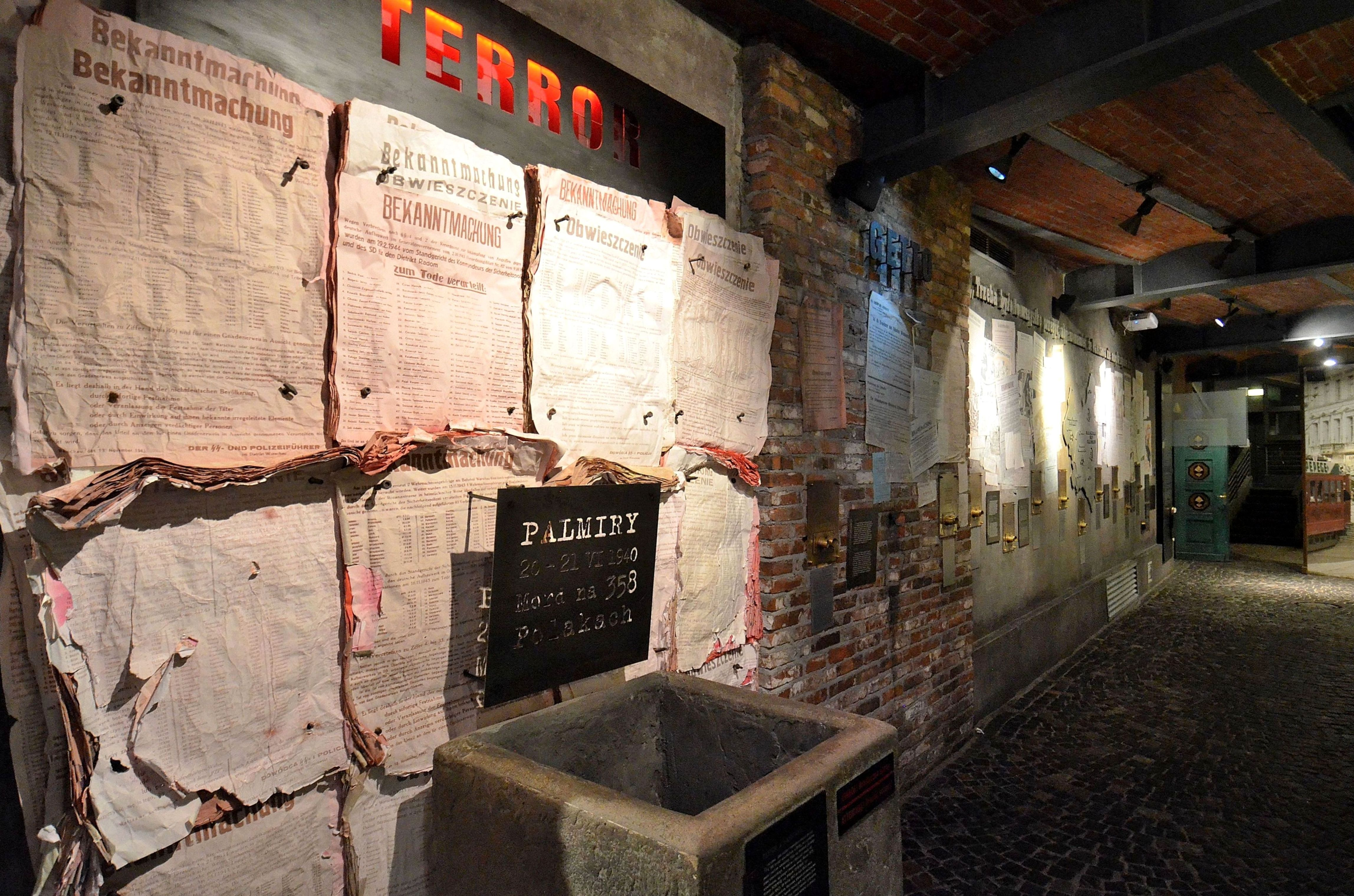
Fragment ekspozycji poświęcony terrorowi niemieckiemu w okupowanej stolicy w Muzeum Powstania Warszawskiego

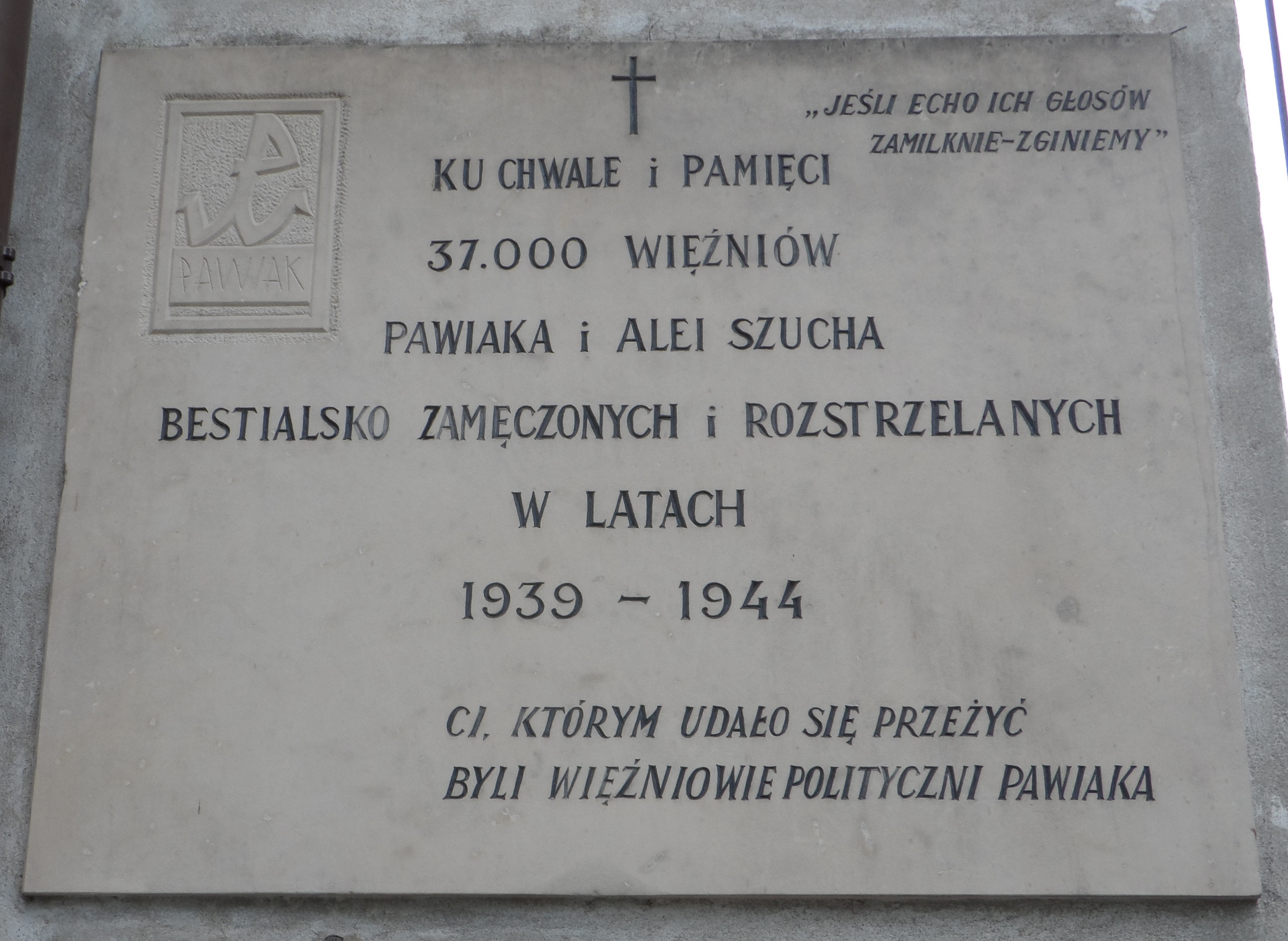
Tablica na murze kościoła św. Stanisława Kostki w Warszawie, upamiętniająca 37 tys. więźniów Pawiaka zamordowanych w egzekucjach pierścienia warszawskiego

Łącznie w latach 1939–1944 okupanci niemieccy przeprowadzili w obrębie „pierścienia warszawskiego” około 250 egzekucji, w których każdorazowo rozstrzeliwano od kilkunastu do kilkuset osób. Należy przy tym zaznaczyć, że 120 egzekucji (prawie 50%) przypadło na rok 1943, a 92 egzekucje (37%) – na pierwszych siedem miesięcy 1944 roku.
Krzysztof Dunin-Wąsowicz oszacował liczbę ofiar „egzekucji pierścienia warszawskiego” na około 32 tys. Zasadniczo nie obejmuje ona Żydów – ofiar Holocaustu (z wyjątkiem tych, którzy przeszli przez Pawiak i pozostałe warszawskie więzienia), jak również osób zakatowanych w śledztwie na Gestapo oraz zabitych w strzelaninach ulicznych lub podczas próby aresztowania. W ujęciu czasowym liczba ofiar „egzekucji pierścienia warszawskiego” kształtowała się następująco:
- 1939 – ok. 700 rozstrzelanych;
- 1940 – ok. 1700 rozstrzelanych;
- 1941 – ok. 180 rozstrzelanych;
- 1942 – ok. 8300 rozstrzelanych;
- 1943 – 13 641 rozstrzelanych;
- 1944 (do 31 lipca) – 6891 rozstrzelanych.

W latach 1945–1947 przedstawiciele Polskiego Czerwonego Krzyża i Okręgowej Komisji Badania Zbrodni Niemieckich w Polsce prowadzili prace ekshumacyjno-śledcze w obrębie „warszawskiego pierścienia śmierci”. Na cmentarzu w Palmirach pochowano 2204 ofiary niemieckiego terroru, w tym: 1793 ciała ekshumowane na „polanie śmierci” w Palmirach, 115 ciał odnalezionych na miejscu straceń w Laskach, 102 ciała ekshumowane w Lasach Chojnowskich, 96 ciał odnalezionych na Szwedzkich Górach, 83 ciała odnalezione na Wydmach Łuże oraz 15 ciał ekshumowanych w Wólce Węglowej. W 1973 obok cmentarza otwarto Muzeum Walki i Męczeństwa w Palmirach, które od 1980 roku stanowi oddział Muzeum Warszawy. Od stycznia 2010 placówka nosi nazwę Muzeum-Miejsce Pamięci Palmiry.
Odnalezione szczątki ofiar niemieckiego terroru, których ciała spalono lub pochowano w ruinach getta warszawskiego bądź w innych miejscach na terenie Warszawy, były natomiast grzebane na Cmentarzu Powstańców Warszawy lub na Powązkach Wojskowych.

## Odpowiedzialność karna sprawców

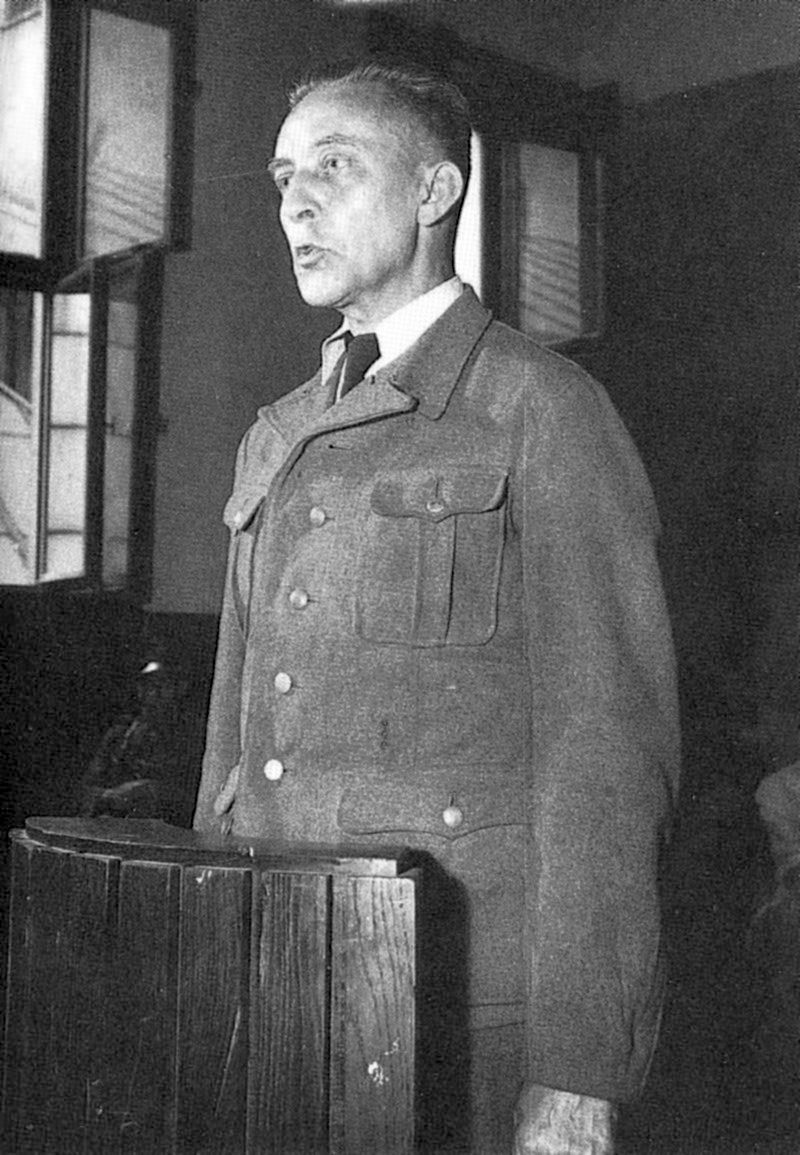
Jürgen Stroop przed polskim sądem

Spośród licznego grona członków niemieckiego aparatu administracyjnego i policyjnego, zaangażowanych w latach 1939–1944 w działania eksterminacyjne na terenie Warszawy i jej okolic, cześć udało się po zakończeniu wojny pociągnąć do odpowiedzialności karnej.
17 grudnia 1946 przed Najwyższym Trybunałem Narodowym w Warszawie stanęli: Ludwig Fischer – gubernator dystryktu warszawskiego w latach 1939–1945, SS-Standartenführer Josef Meisinger – od listopada 1939 do marca 1941 komendant niemieckiej policji bezpieczeństwa i służby bezpieczeństwa (KdS) w Warszawie (odpowiedzialny m.in. za realizację Akcji AB na terenie dystryktu warszawskiego) oraz ppłk Max Daume – od listopada 1939 do marca 1940 zastępca dowódcy pułku Policji Porządkowej w Warszawie (odpowiedzialny za zbrodnię w Wawrze). 3 marca 1947 wszyscy trzej oskarżeni zostali uznani winnymi zarzucanych czynów i skazani na karę śmierci. Wyrok wykonano. Sądzony w tym samym procesie Ludwig Leist – okupacyjny starosta Warszawy – został skazany na karę 8 lat pozbawienia wolności.
Przed polskimi sądami stanęli również:
- SS-Gruppenführer Jürgen Stroop – od kwietnia do września 1943 Dowódca SS i Policji (SS- und Polizeiführer) na dystrykt warszawski, odpowiedzialny m.in. za likwidację getta warszawskiego (w 1951 skazany wyrokiem Sądu Wojewódzkiego dla m. st. Warszawy na karę śmierci. Wyrok wykonano)[30];
- SS-Brigadeführer Herbert Böttcher – Dowódca SS i Policji na dystrykt radomski, po śmierci Kutschery pełniący krótko obowiązki Dowódcy SS i Policji na dystrykt warszawski (w 1949 skazany wyrokiem Sądu Okręgowego w Radomiu na karę śmierci. Wyrok wykonano)[30];
- SS-Brigadeführer Paul Otto Geibel – od marca 1944 do stycznia 1945 Dowódca SS i Policji na dystrykt warszawski (w 1954 skazany wyrokiem Sądu Wojewódzkiego dla m. st. Warszawy na karę dożywotniego pozbawienia wolności. W 1966 popełnił samobójstwo w więzieniu mokotowskim)[30];
- SS-Oberführer Arpad Wigand – od listopada 1941 do lutego 1942 Dowódca SS i Policji na dystrykt warszawski (w 1950 skazany wyrokiem Sądu Apelacyjnego w Warszawie na karę 15 lat pozbawienia wolności. W 1956 zwolniony na mocy amnestii i deportowany do Niemiec Zachodnich)[30];
- mjr Friedrich Wilhelm Wenzel – dowódca batalionu w pułku Policji Porządkowej w Warszawie, jeden z głównych sprawców zbrodni w Wawrze (w 1951 skazany wyrokiem Sądu Wojewódzkiego dla m. st. Warszawy na karę śmierci. Wyrok wykonano)[31].

SS-Standartenführer dr Ludwig Hahn – w latach 1941–1944 komendant niemieckiej policji bezpieczeństwa i służby bezpieczeństwa w Warszawie – przez wiele lat mieszkał w Hamburgu pod swoim prawdziwym nazwiskiem. Przed sądem stanął dopiero w 1972 i po trwającym rok procesie skazany został na karę 12 lat pozbawienia wolności. W procesie rewizyjnym hamburski sąd przysięgłych podwyższył karę na dożywotnie pozbawienie wolności (1975). Hahn wyszedł jednak na wolność w 1983 i zmarł trzy lata później.
Niektórzy ze sprawców zbrodni dokonywanych w obrębie „warszawskiego pierścienia śmierci” zginęli jeszcze w trakcie wojny. W gronie tym znaleźli się m.in.: SS-Gruppenführer Paul Moder – Dowódca SS i Policji na dystrykt warszawski w latach 1940–1941 (zginął w 1942 roku na froncie wschodnim); SS-Oberführer Ferdinand von Sammern-Frankenegg – od lutego 1942 do kwietnia 1943 Dowódca SS i Policji na dystrykt warszawski (zginął w 1944 podczas potyczki z jugosłowiańskimi partyzantami) oraz SS-Brigadeführer Franz Kutschera (zginął 1 lutego 1944 w zamachu zorganizowanym przez Kedyw AK).